# Hans van den Broek
Hans van den Broek, nizozemski politik, * 11. december 1936, Pariz, † 22. februar 2025.
Med letoma 1982 in 1993 je bil minister za zunanje zadeve Nizozemske.

## Odlikovanja in nagrade
Leta 1996 je prejel zlati častni znak svobode Republike Slovenije z naslednjo utemeljitvijo: »za zasluge in osebni prispevek pri mednarodnem uveljavljanju Republike Slovenije«.